# Admontia gracilipes
Admontia gracilipes là một loài ruồi trong họ Tachinidae.